# 浪漫骑士
《浪漫骑士》是中国重金属乐队唐朝的第三张专辑，于2008年6月13日在经文唱片发行。  这是唐朝乐队唯一一张以五人阵容发行的专辑。

## 背景
《浪漫骑士》是在唐朝乐队的上一张专辑《演义》之后将近十年发行的。期间乐队经历了几次阵容变动。从1999年5月吉他手郭怡广的离开开始。 2000年10月，郭被铁风筝主唱 Yu Yang 短暂取代，之后又被陈磊取代  2002年初，乐队1992年首张专辑的主音吉他手刘义军重新回归加入乐队。  他的回归将唐朝变成了一个五人阵容，刘和陈负责吉他，丁武主唱，偶尔担任第三吉他。 

## 作曲、主题和录音
中国传统音乐和文学的影响在《浪漫骑士》中比之前的专辑更为强烈。 “我们保持自己的风格，而不仅仅试图模仿或追随西方摇滚音乐，”丁在 2007 年告诉文化报道。刘补充说：“每个成员都通过阅读古诗词、弹奏古琴、练习书法和绘画来尝试在中国传统文化中修身。如果这些元素没有被身心所汲取，一切都将是肤浅的。” 
专辑中的每首曲目都是一个乐队所成员经历的故事。 主打歌颂扬了早期中国摇滚先驱们的成就也反映了他们的挣扎。 《快乐的忧愁》的灵感来自弗朗索瓦丝·萨根1954 年的小说《你好，忧郁》 ，通过丁武的眼睛重新诠释了幸福与悲伤和谐的概念。 
这张专辑突出了中式音乐的影响，其中使用了很多中国乐器。  《醉狂》取材于诗人阮籍的同名古琴曲。 这首歌以吉他演奏的主旋律开场，并有中国国风乐团女子十二乐坊加盟。 《路》融合了新疆风格的乐段，类似于唐朝乐队早期的热门单曲《太阳》。 
与他们之前的作品相似，乐队经常从有影响力的中国小说和诗歌中取材作为歌词。专辑的主打单曲《封禅祭》为中国古代皇帝举行的一项仪式。这首歌的歌词取材于易经，讲述了每个人都必须尊重和遵守社会和自然的规则。 《大风歌》则是三首诗的音乐设置：宋代诗人康玉之的《长安思》，项羽的《垓下歌》，以及汉高祖刘邦的同名诗。 
《浪漫骑士》的录制历时三个月。 这张专辑的制作人严仲坤曾担任乐队第一张专辑的混音工程师。 

## 曲目列表
| 曲序     | 曲目               | 作曲         |
| -------- | ------------------ | ------------ |
| 1.       | 嚎叫列车           |              |
| 2.       | 快乐的忧愁         |              |
| 3.       | 浪漫骑士           |              |
| 4.       | 酒狂               |              |
| 5.       | 路                 | 刘义军       |
| 6.       | 封禅祭             | 丁武；刘义军 |
| 7.       | 承诺               | 陈磊         |
| 8.       | 追溯               | 刘义军       |
| 9.       | 绝望致谎言         |              |
| 10.      | 大风歌             | 丁武；刘义军 |
| 11.      | 快乐的忧愁（伴奏） |              |
| 12.      | 浪漫骑士（伴奏）   |              |
| 总时长： | 总时长：           | 70:03        |

## 发布
《浪漫骑士》于 2008 年 6 月 13 日发行，  发行后的 3-4 个月内售出了 50,000 份。 珍藏版也可在线预订，其中包括该专辑、一张含有唐朝五首音乐视频的赠品DVD 、一件 T 恤、吉他拨片和一张迷你海报，所有这些都装在一个纪念袋中。  专辑发行当晚，唐朝举办了一场为2008年四川地震灾民筹款的公益演唱会，随后开启了一场被称为“骑士之旅”的全国巡演 )。  
2009 年 1 月，专辑发行后不久，刘义军第二次退出乐队，理由是“个人原因”和“音乐合作及音乐理念等方面差异”。 

## 人员
专辑封面注释中列出的人员是： 

### 唐朝乐队
- 丁武 - 主唱；吉他；古琴(6);箫(10)
- 刘义军 - 主音吉他；和声(5)
- 陈磊 - 主音吉他；和声 (7)
- 顾忠 - 贝司
- 赵年 - 鼓；打击乐;和声 (5, 9)

### 其他音乐家
- 金大鹏——键盘（1、2、10）；和声 (9);管弦乐编曲 (3, 4, 10)
- 痴人乐团 - 和声 (2, 6)
- 中国歌剧舞剧院交响乐 -弦乐(3)
- 女子十二乐坊-中国民族乐器 (4)
- 刘效松 - 打击乐 (5)

### 制作
- 严仲坤 - 制作；录音；混合
- 王炳煌——掌握
- 陆波-宣传
- 吴震-视觉设计
- 丁武 -封面艺术